# Giffremassief
Het Giffremassief (fr: Massif du Giffre) is een bergmassief in de Voor-Alpen, gelegen in het Franse departement Haute-Savoie en in Zwitserland. De "Haute Cime" van de Dents du Midi vormt met zijn 3257 meter de hoogste bergtop van het massief.

## Indeling
Het Giffremassief maakt deel uit van het grotere "Chablais-Haute-Giffre"-massief, waartoe ook het Chablaismassief en de Aiguilles Rouges behoren. Het Chablaismassief bevindt zich ten noordwesten van het Giffremassief, de Aiguilles Rouges ten zuidoosten ervan.
Het Giffremassief is genoemd naar de rivier Giffre, de grootste rivier in het gebied. Het massief wordt opgedeeld in verschillende submassieven:
| Submassief    | Hoogste top   | Maximale hoogte (m) |
| ------------- | ------------- | ------------------- |
| Dents du Midi | Haute Cime    | 3257                |
| Haut-Giffre   | Tour Sallière | 3230                |
| Sixt          | Dent de Barme | 2756                |
| Faucigny      | Tête à l'Âne  | 2804                |

Het hoogste submassief, dat van de Dents du Midi, bevindt zich in het noordoosten van het gebied, tegen de diepe en brede Rhônevallei aan. Naast de berg "Dents du Midi" met de Haute Cime als hoogste top bevinden ook de Dent de la Chaux (2767 m) en Dent de Valère (2267 m) zich in dit submassief.
De Haut-Giffre bevindt zich tussen het massief van de Dents du Midi in het noorden en de Aiguilles Rouges in het zuiden. De hoogste top van de Voor-Alpen die op het Franse grondgebied gelegen is, is de 3096 meter hoge Mont Buet in de Haut-Giffre. De bekende Cirque du Fer-à-Cheval wordt omringd door de bergen van de Haut-Giffre.
Het massief van Sixt is relatief compact en ligt ten noordoosten van Samoëns en Sixt. In de Faucigny ligt onder meer het skigebied van Flaine. De Tête du Colonney (2692 m) vormt de op twee na hoogste top van de Faucigny.

## Gletsjers
De belangrijkste gletsjers in het Giffremassief zijn die van de Ruan (Haut-Giffre, Zwitserland en Frankrijk), die van de Prazon (Haut-Giffre, Frankrijk) en de gletsjer van Tré-les-Eaux (Haut-Giffre, Frankrijk).

## Geologie
Het massief bestaat uit klei-kalksteen, afgezet tijdens het Trias. De kalksteen vormt op bepaalde plaatsen een karstreliëf zoals op de désert de Platé, een gebied gekenmerkt door kar.